# Bismo
Bismo è un villaggio della Norvegia, situato nella municipalità di Skjåk, nella contea di Innlandet.